# Kepler-80
Kepler-80 (precedentemente conosciuta come KOI-500) è una stella situata nella costellazione del Cigno di magnitudine 15, attorno alla quale, nel 2012, sono stati scoperti cinque pianeti extrasolari. La stella, distante circa 1200 anni luce dalla Terra, è più piccola e fredda rispetto al Sole, avendo una massa del 72% e un raggio del 74% di quelli della nostra stella, e una temperatura superficiale attorno ai 4250 kelvin. Si tratta di una stella piuttosto povera di metalli rispetto al Sole, la sua abbondanza di elementi più pesanti dell'elio è infatti il 28% di quella solare. Un sesto pianeta è stato scoperto a dicembre 2017 grazie ad un algoritmo di ricerca automatico (machine learning) sviluppato da google.

## Sistema planetario
La scoperta dei pianeti è avvenuta tramite il metodo del transito analizzando i dati del telescopio spaziale Kepler, ed è stata annunciata da Darin Ragozzine nel corso di una conferenza dell'American Astronomical Society nell'ottobre 2012.
I pianeti hanno un raggio compreso tra 1,05 e 2,5 raggi terrestri, mentre i periodo orbitali vanno da 0,99 a 14,65 giorni.
La tabella seguente elenca le principali caratteristiche dei pianeti, anche se alcune non sono ancora conosciute:
| Pianeta | Massa                 | Raggio   | Densità              | Periodo orb.  | Sem. maggiore | Eccentricità | Incl. orbita | Scoperta |
| ------- | --------------------- | -------- | -------------------- | ------------- | ------------- | ------------ | ------------ | -------- |
| f       | -                     | 1,031 R⊕ | -                    | 0,9868 giorni | 0,0175UA      | 0,186        | 85,99°       | 2012     |
| d       | 5,95 M⊕               | 1,309 R⊕ | 14,6 g/cm³           | 3,07 giorni   | 0,0372 UA     | 0,0041       | 89,24°       | 2012     |
| e       | 2,97 M⊕               | 1,33 R⊕  | 6,9 g/cm³            | 4,64 giorni   | 0,0491 UA     | 0,0035       | 88,59°       | 2012     |
| b       | 3,5 M⊕                | 2,37 R⊕  | 1,45 g/cm³           | 7,05 giorni   | 0.0648 UA     | 0,0049       | 88,99°       | 2012     |
| c       | 3,49 M⊕               | 2,51 R⊕  | 1,22 g/cm³           | 9,52 giorni   | 0,0792 UA     | 0,0079       | 88,74°       | 2012     |
| g       | 0,065+0,064 −0,038 M⊕ | 1,05 R⊕  | 0,31+0,46 −0,2 g/cm³ | 14,65 giorni  | 0,14 UA       | 0,13         | 88,26°       | 2017     |